# District de Porrentruy (1790-1795)
Le district de Porrentruy est une ancienne division territoriale française du département du Mont-Terrible de 1790 à 1795.
Il était composé des cantons de Porrentruy, Chevenez, Cornol, Damphreux, Epauvillers, Saint Braix, Sainte Ursanne et Seigne-Légier. Dès 1800, le territoire devient un arrondissement du département du Haut-Rhin jusqu'en 1813.